# Rock You Like a Hurricane
Rock You Like a Hurricane – utwór zespołu Scorpions wydany w 1984 roku i pochodzący z albumu Love at First Sting.
W latach 80. stał się on „hymnem zespołu”. Został on też wydany na singlu pt. Rock You Like a Hurricane.

## Twórcy
- Klaus Meine – wokal
- Rudolf Schenker – gitara rytmiczna
- Matthias Jabs – gitara solowa
- Francis Buchholz – gitara basowa
- Herman Rarebell – perkusja